# Дом Щепочкиной
Дом Щепочкиной — особняк в Москве по адресу: Спасопесковский переулок, дом 6, строение 1.

## История
Дом стоит по соседству со школой № 1231 им. В. Д. Поленова, напротив — алтарная часть церкви Спаса на Песках. Деревянный особняк в стиле ампир был построен в 1820 году, в его основу лёг каменный фундамент уничтоженного пожаром 1812 года деревянного дома коллежского асессора П. У. Устинова XVIII века постройки. Дом стоит торцом вдоль красной линии улицы. Парадный фасад с пятью окнами выделяется портиком из четырёх полуколонн ионического ордера, которые соединяются арками. Колоннаду завершает треугольный фронтон. Проёмы арок декорированы лепниной в виде цветочных розеток, фронтон также украшает лепной декор. В основании портика лежит высокий стилобат.
Вплотную к зданию, справа от него стоят въездные ворота. Кирпич, из которого они сложены, идентичен кирпичу расположенной рядом церкви. Судя по пропорциям и украшениям в барочном стиле, ворота были построены в середине XVIII века.
Дом, как и расположенная рядом усадьба (дом 8), принадлежал А. Г. Щепочкиной, жене поручика П. Г. Щепочкина. В XX веке дом был на много лет заброшен, медленное разрушение ускорили несколько пожаров. В результате в 1994 году он был разобран и воссоздан в 2000-е годы в близком к исходному виде.

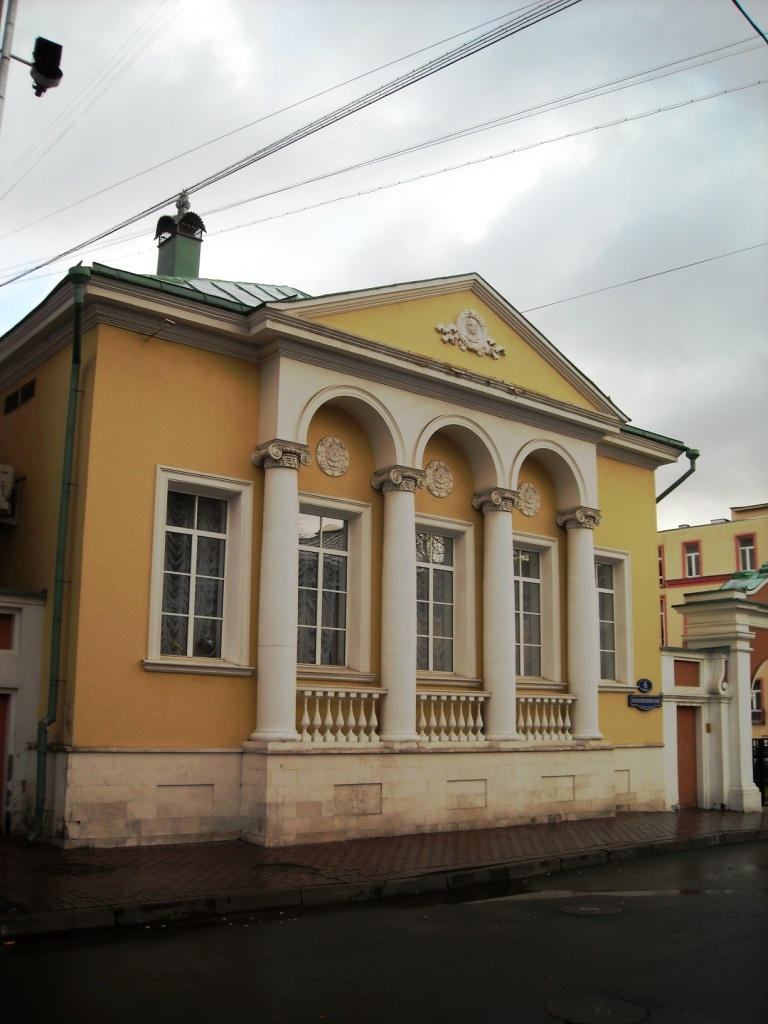
Фасад дома, 2009 год